# Fort Winnebago, Wisconsin
Fort Winnebago là một thị trấn thuộc quận Columbia, tiểu bang Wisconsin, Hoa Kỳ. Năm 2010, dân số của thị trấn này là 814 người.